# Das Haus Delorme
Das Haus Delorme. Eine Familienszene ist ein zu Lebzeiten unveröffentlichter Einakter von Arthur Schnitzler. Er entstand zeitnah zu den anderen Einaktern Der grüne Kakadu und Der tapfere Kassian und hätte 1904 uraufgeführt werden sollen. Charles Delorme versucht reich zu heiraten distanziert sich von der Schwester, die als Schauspielerin die Familie ernährt. Als aus der Hochzeit nichts wird, wird die Schwester in die Familie zurückgeholt.

## Inhalt
Der Taugenichts Charles Delorme berichtet seiner Mutter stolz, er habe die jüdische Erbin Elsa Pollak von der Ehe überzeugt. Zugleich beschwert er sich, dass seine Schwester Mathilde, eine Schauspielerin, ein Verhältnis mit Franz habe. Diese verdorbenen Sitten stören ihn. Mathilde übersiedelt empört ins Hotel, Charles lässt sie in Aussicht seines zukünftigen Reichtums gewähren. Auftritt von Elsa, der die Eltern die Heirat verbieten wollen: Sie ist geflohen und möchte mit Charles ein einfaches Leben führen. Als dieser erfährt, dass ihr Vater das Geld verspielt hat und kein Erbe zu erwarten ist, weist er sie vor die Tür. Nun bemühen sich die Mutter und Charles, Mathilde – das einzige Familieneinkommen – zur Rückkehr zu bewegen. Das gelingt und mit dem überraschend vorbeischauenden Vater, der die Mutter vor sieben Jahren verlassen hat, wird am Ende getrunken und getanzt.

## Abgesagte Uraufführung
Schnitzler selbst nennt in einem Brief an seine Frau Olga Schnitzler vom 14. November 1904 folgenden Grund für die Absetzung der geplanten Uraufführung durch Max Reinhardt: „Angeblich wollte man Del. absetzen wegen zu großer Länge des Abends, in Wirklichkeit wegen Grimms der Schauspieler gegen das Stück (besonders Burg) – und nun erscheint gestern hier im Kl. Journal eine Notiz, von der ich erst abends durch Reinhardt erfuhr – daß Reinhardt es abgesetzt habe, weil es die Familienverhältnisse der Adele Sandrock in ‚unzweideutiger u unliebenswerter Weise‘ beleuchte.“ Vor der Absetzung veröffentlichte er im Neuen Wiener Tagblatt eine Stellungnahme zu den Zensurschwierigkeiten.
Zu einer Aufführung zu Schnitzlers Lebzeiten kam es nicht. Die Uraufführung fand am 24. Februar 1979 im Wiener Akademietheater statt.

## Motive
Bei der Schilderung der Schauspielerfamilie bemerkten schon Zeitgenossen Parallelen zur Familie Sandrock um Adele Sandrock und ihren Bruder Christian. Eine vergleichbare Familienschilderung liefert Adele Sandrock in ihrem gemeinsam mit Robert Eysler verfassten Stück Vergeltung (1900).
Die verkommene Familie Delorme scheint eine Sozialstudie zu sein, bei der neben Vererbung – Charles gleicht dem Vater, Mathilde der Mutter – auch Antisemitismus thematisiert wird, wenn die Mutter sich nach dem jüdischen Aussehen von Elsa Pollak erkundigt.

## Ausgaben
- Arthur Schnitzler: Das Haus Delorme. Eine Familienszene. In: Reinhard Urbach (Hrsg.): Entworfenes und Verworfenes. Aus dem Nachlaß. S. Fischer, Frankfurt am Main 1977, S. 349–365 ([(online) online]).
- Arthur Schnitzler: Das Haus Delorme. Eine Familienszene. Herausgegeben von Reinhard Urbach. In: Ver Sacrum. Neue Hefte für Kunst und Literatur. 1970, S. 46–52.
- Arthur Schnitzler: Das Haus Delorme. Eine Familienszene. In: Renate Wagner (Hrsg.): Dilly. Adele Sandrock und Arthur Schnitzler. Geschichte einer Liebe in Briefen, Bildern und Dokumenten. Amalthea, Wien/München 1975.
- Arthur Schnitzler: Das Haus Delorme. Eine Familienszene. In: Arthur Schnitzler: Das dramatische Werk. In chronologischer Ordnung. Band 4, S. Fischer, Frankfurt am Main 1999, ISBN 3-596-11504-3.

## Belege
1. ↑  Arthur Schnitzler: Briefe 1875–1912. S. Fischer, Frankfurt am Main 1981, ISBN 3-10-073528-5, S. 488–489.
2. ↑  Arthur Schnitzler: Haus Delorme. Eine Richtigstellung von Arthur Schnitzler. In: Neues Wiener Tagblatt, 25. November 1904, S. 13 (online bei ANNO).
3. ↑  Gemeinsam mit Die Gefährtin und Die letzten Masken. Inszenierung: Joachim Bißmeier, Bühnenbild und Kostüme: Herbert Kapplmüller, Dramaturgie: Reinhard Urbach. Vgl. Achim Benning, Reinhard Urbach (Hrsg.): Burgtheater Wien 1776–1986. Ebenbild und Widerspruch. Anton Schroll, Wien 1986, ISBN 3-7031-0623-9, S. 247.
4. ↑  Beispielsweise Arthur Schnitzlers literarischer Nachlaß. In: Prager Tagblatt, 30. Oktober 1931, S. 7 (online bei ANNO).